# قنطيون إفريقي كيني
قنطيون أفريقي كيني (الاسم العلمي:Afrocanthium keniense) هو نوع من النباتات يتبع جنس القنطيون الأفريقي من الفصيلة الفوية.